# マグヌス1世 (ブラウンシュヴァイク＝リューネブルク公)
マグヌス1世（Magnus I., 1304年 - 1369年）は、ブラウンシュヴァイク＝リューネブルク公（在位：1344年 - 1369年）。ヴォルフェンビュッテル侯領を領した。

## 生涯
マグヌス1世はブラウンシュヴァイク＝リューネブルク公アルブレヒト2世とリクサ・フォン・ヴェルレの息子である。父アルブレヒト2世の死後、兄オットー温和公が領地の統治を継承した。
兄オットーが1344年に死去した後、マグヌスと弟エルンスト1世が領地を分割相続した。エルンスト1世がゲッティンゲン侯領を、マグヌスはヴォルフェンビュッテル侯領を継承した。しかしカルフェルデおよびカルフェルデ城は他家が領有していた。
1327年、マグヌスはアスカン家のゾフィー・フォン・ブランデンブルクと結婚した。ゾフィーは神聖ローマ皇帝ルートヴィヒ4世の姪にあたり、ランツベルク辺境伯領の継承権を持っていた。
1320年にアスカン家の最後のブランデンブルク辺境伯であったハインリヒ2世が死去し、ルートヴィヒ4世がブランデンブルク辺境伯領を継承した。ルートヴィヒ4世との相続争いの後、マグヌス1世の兄オットー温和公がアルトマルクの諸都市を継承することとなった。その後新たに合意が結ばれ、オットーおよびその妃アグネス・フォン・ブランデンブルクの死後に、アルトマルクはルートヴィヒ4世に戻されることとなった。ルートヴィヒ4世はアルトマルクの騎士、とりわけブラウンシュヴァイクの騎士からの支持を獲得しようとした。1334年にアグネスが死去した後に、ルートヴィヒ4世とオットー温和公の対立が激化し、マグヌス1世はアルトマルク騎士団がルートヴィヒの背後にいることを知った。マグヌス1世は3,000マルク銀貨を受け取ることで相続を放棄した。1345年、ルートヴィヒ4世はアルベルト・フォン・アルフェンスレーベンがカルフェルデ城と市場町カルフェルデを占領し、さらに5つの村を破壊したと訴えた。マグヌス1世はカルフェルデおよびリンダーブルクの相続を主張しており、アルベルトはマグヌス1世に代わり行動していた。マグヌス1世とルートヴィヒ4世の間で争いが勃発し、最終的に1347年にマグヌス1世が敗北した。
1367年、マグヌス1世は、ヒルデスハイム司教の領地を略奪した後、ディンクラーの戦いでヒルデスハイム司教ゲルハルト・フォン・ベルクに敗北した。
1369年にマグヌス1世は死去し、息子マグヌス2世がヴォルフェンビュッテル侯領を継承した。

## 子女
1327年にブランデンブルク＝シュテンダール辺境伯ハインリヒ1世の娘ゾフィーと結婚し、以下の子女をもうけた。
- マティルデ（1354年6月28日以前没） - アンハルト＝ベルンブルク侯ベルンハルト3世と結婚
- マグヌス2世（1328年 - 1373年） - ヴォルフェンビュッテル侯、リューネブルク侯
- アルブレヒト2世（1395年没） - ブレーメン大司教
- ハインリヒ（1382年1月28日以降没） - ヒルデスハイムおよびハルバーシュタットの律修司祭
- オットー（1339年1月16日没）
- ルートヴィヒ1世（1349年以前 - 1367年11月5日） - ブラウンシュヴァイク＝リューネブルク公ヴィルヘルム2世の娘マティルデと結婚
- アグネス（1343年頃 - 1404年） - ホーンシュタイン伯ハインリヒ7世（1408年没）と結婚
- ゾフィー（1340年頃 - 1394年頃） - ホーンシュタイン伯ディートリヒ5世（1306年頃 - 1379年）と結婚
- エルンスト（1385年2月16/26日没）